# Prix Italia
Prix Italia – nazwa międzynarodowego konkursu organizowanego we Włoszech i przyznawanych w ramach niego najstarszych i najbardziej prestiżowych, międzynarodowych nagród dla twórców radiowych, telewizyjnych i internetowych, zwanych „radiowymi Oscarami”. Nagrody rozdawane są podczas corocznego festiwalu, organizowanego w którymś z większych włoskich miast. 
Nagroda została ustanowiona w 1948 roku przez RAI (wtedy Radio Italiana) w Capri. W roku 2009 na partnerów i członków Prix Italia składało się 87 publicznych i prywatnych, radiowych i telewizyjnych, nadawców z 46 krajów i 5 kontynentów.
Początkowo Prix Italia przyznawano tylko za działalność radiową. W 1957 r. rozszerzono kategorie konkursu o telewizję, a w 1998 r. ustanowiono specjalną nagrodę za działalność internetową, która w 2000 r. stała się nagrodą regularną.
Wyróżnienia przyznawane są za produkcje z dziedziny dramatu (jednorazowe produkcje oraz seriale), dokumentu (kultura i aktualności), sztuk performatywnych (telewizja) i muzyki (radio).

## Polscy laureaci
W 1956 roku na ten konkurs wysłano po raz pierwszy polski dokument radiowy. Był to reportaż Jerzego Janickiego i Stanisława Ziembickiego pt. Opowieść o mariackim hejnale.